# Yaacov Agam
Yaacov Agam (Rishon LeZion, Mandato Británico de Palestina; 11 de mayo de 1928) es un artista cinético, plástico y escultor israelí.

## Primeros años
Yaacov Agam, nacido Yaacov Gibstein, nació en Rishon LeZion durante el Mandato británico de Palestina (actual Israel). Su padre, Yehoshua Gibstein, era rabino.

## Formación académica
Comenzó sus estudios artísticos con el maestro Mordechai Ardon en la Academia Bezalel de Artes y Diseño de Jerusalén, luego se trasladó a Zúrich y luego a la Academia de Arte Abstracto de París.

## Trayectoria artística
En 1950, hizo su primer experimento cinético, 3 años más tarde expuso por primera vez y en 1955 fue uno de los partícipes de la primera muestra internacional del arte en la galería de Denise René en París.

## Exposicíon en laBienal de París
En la Bienal de París de 1959 fue expuesta su obra, el mismo año en Ámsterdam y con el título de El Movimiento en el Arte tuvo una destacada exposición. En 1963 ganó el primer premio en la Bienal de São Paulo, Brasil.

## Estilo
Su obra se destaca por la interactividad que existe entre artista y espectador ya que las obras de Agam suelen tener una pantalla y pequeñas perforaciones por las cuales la obra se ve de distintas maneras según el enfoque de quien mira su arte. Por otra parte, sus esculturas son generalmente de acero inoxidable y tienen grandes dimensiones.

## Obras Artísticas Públicas
La sorpresa que generó en el mundo del arte hizo que reparticiones públicas y asociaciones le solicitaran su trabajo para sus instalaciones como el Centro de Congresos de Jerusalén y la escultura que se encuentra en la Juilliard School of Music de Nueva York.

### Galería

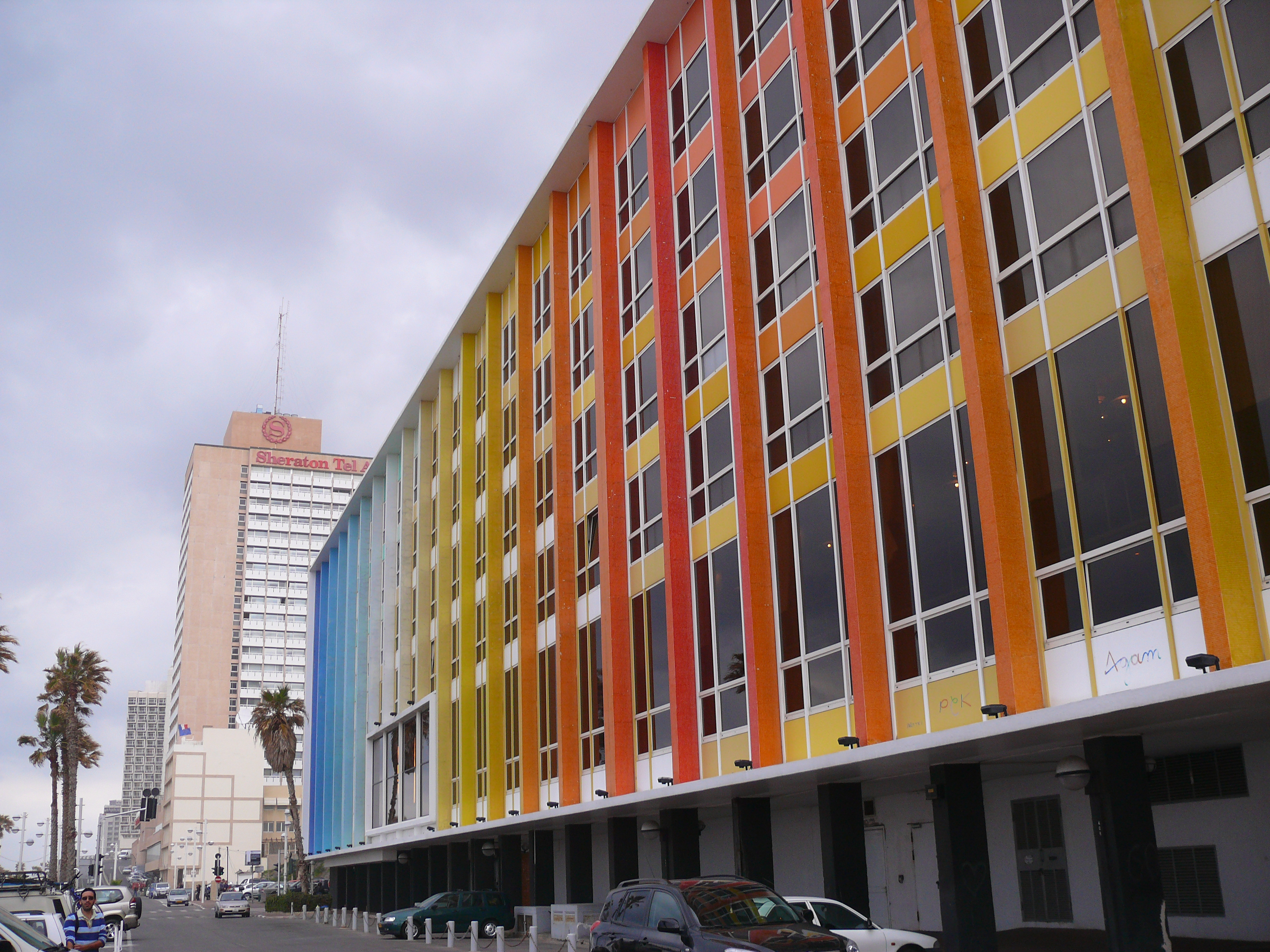
Fachada del Hotel Dan, Tel Aviv
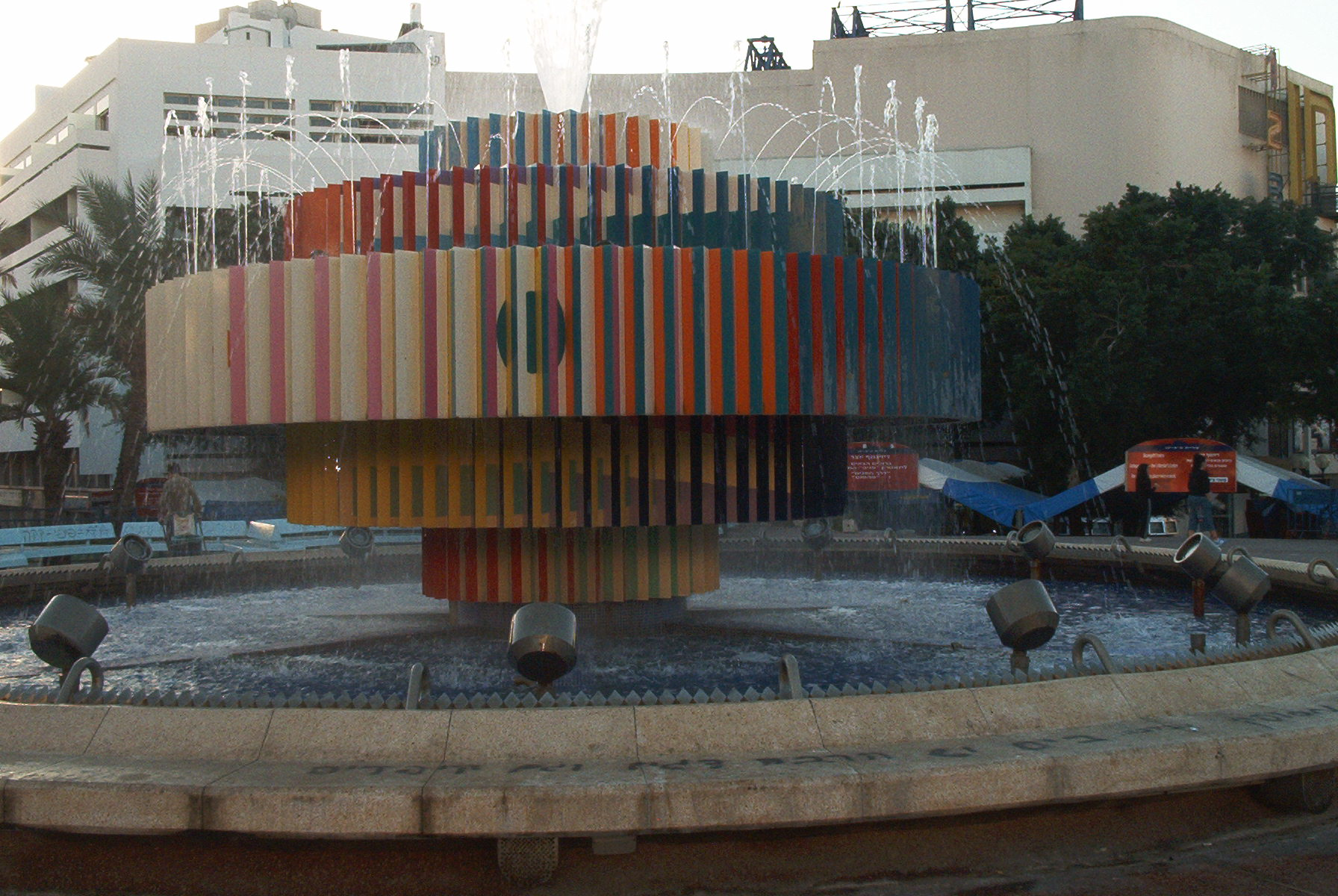
Fuente en Plaza Dizengoff, Tel Aviv
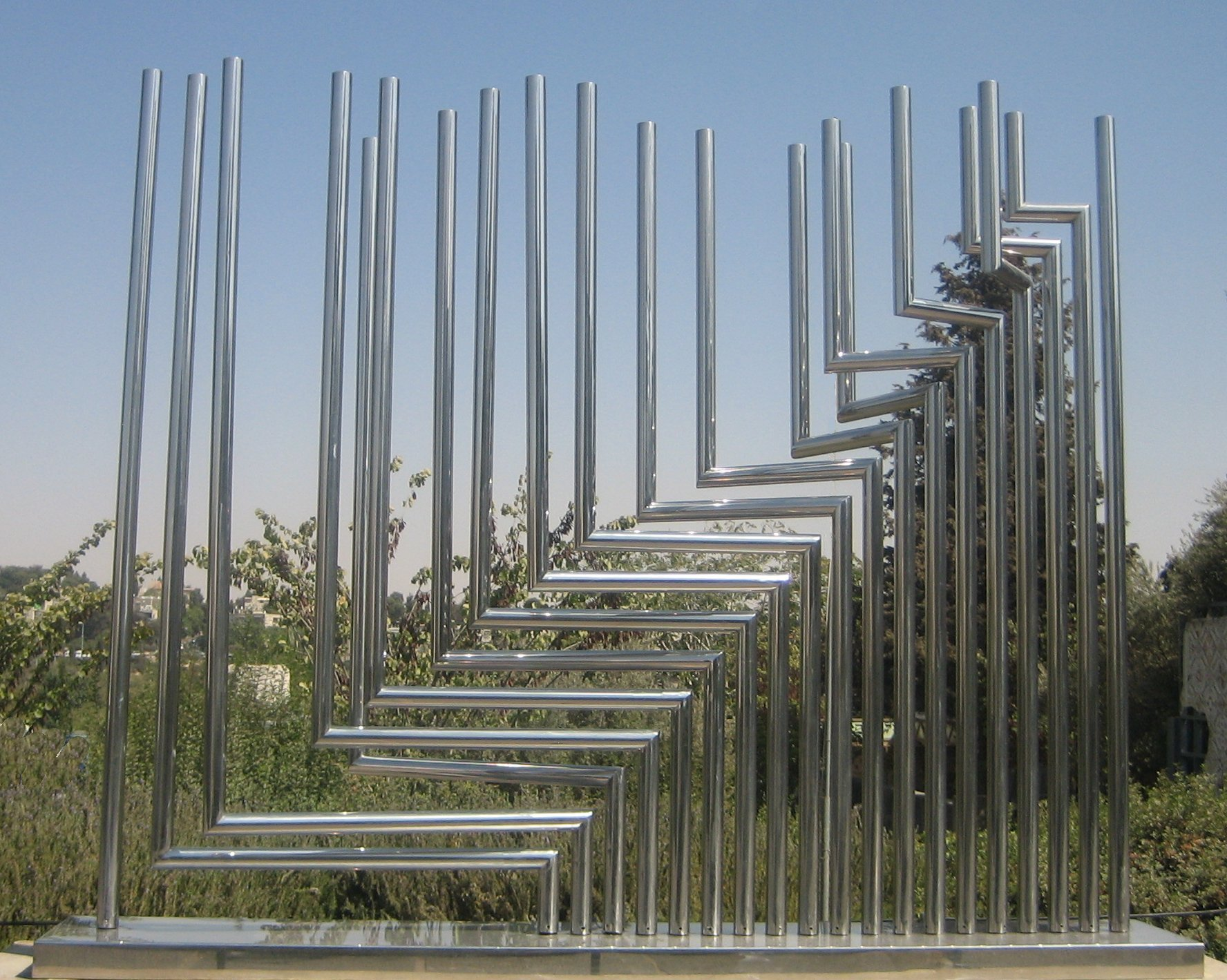
Dieciocho niveles, escultura metálica, 1971. Museo de Israel, Jerusalén
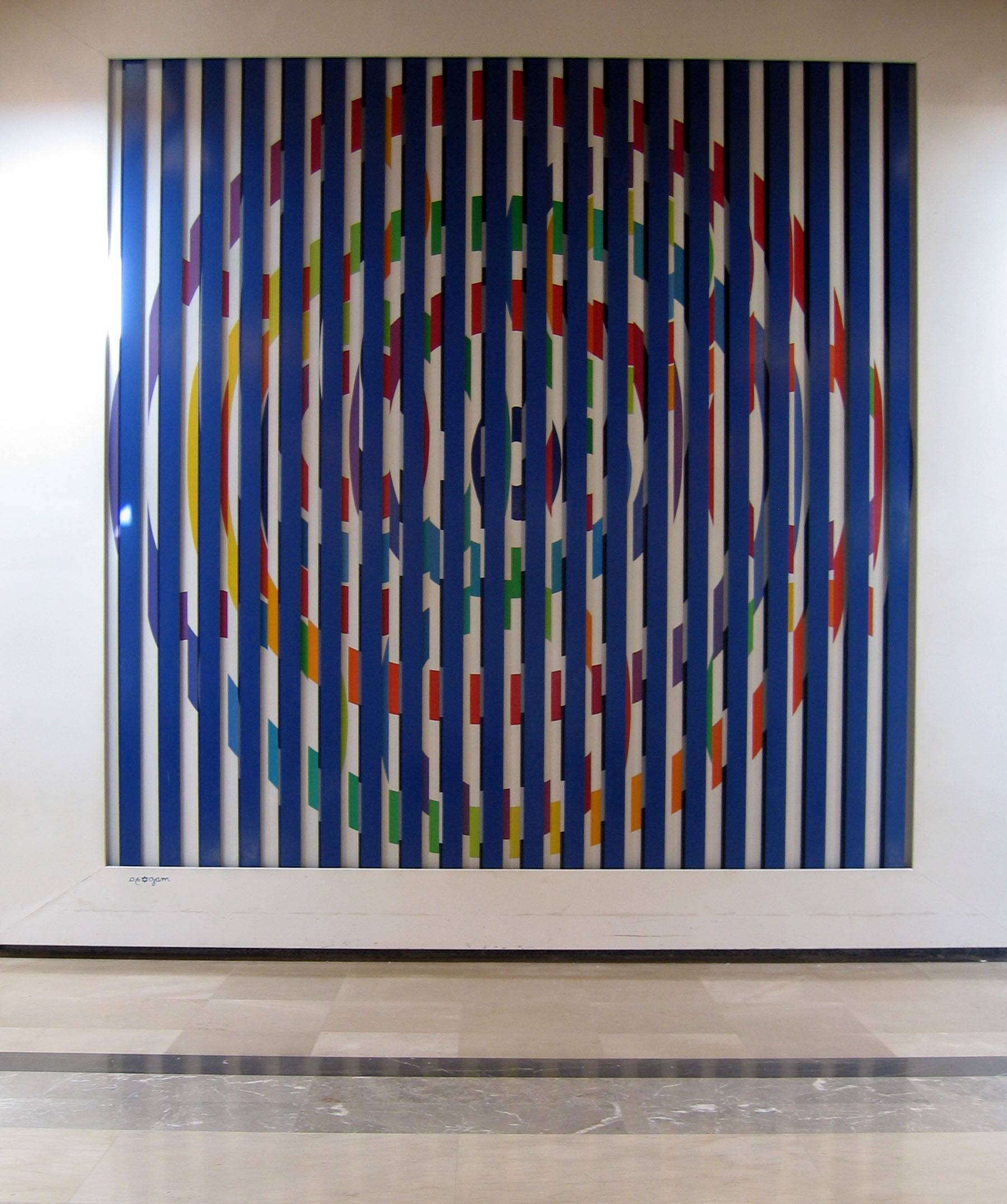
Trabajo en el Centro Médico Sheba, Ramat Gan
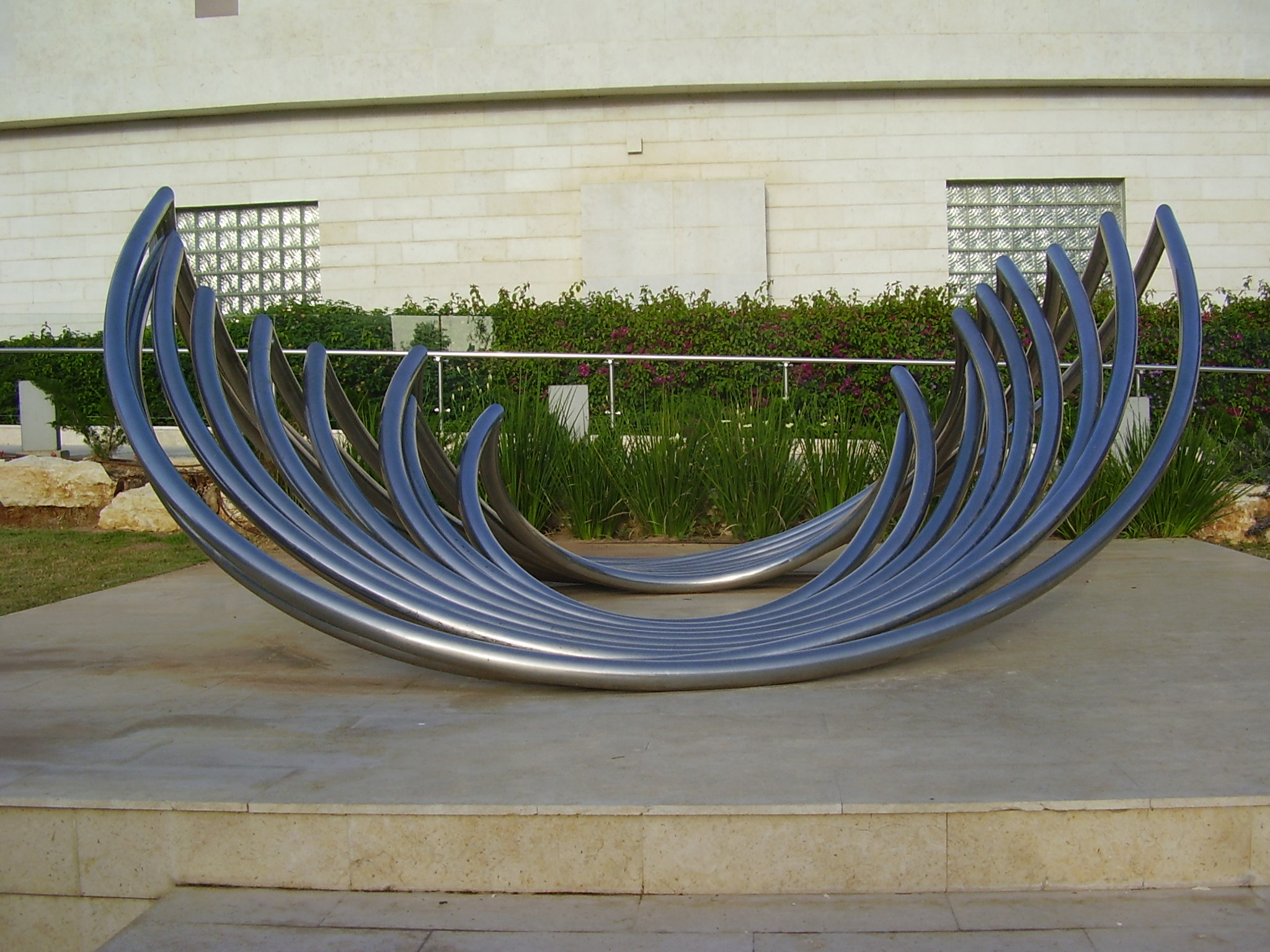
Corazón palpitante. Centro Médico Rabin, Petaj Tikva
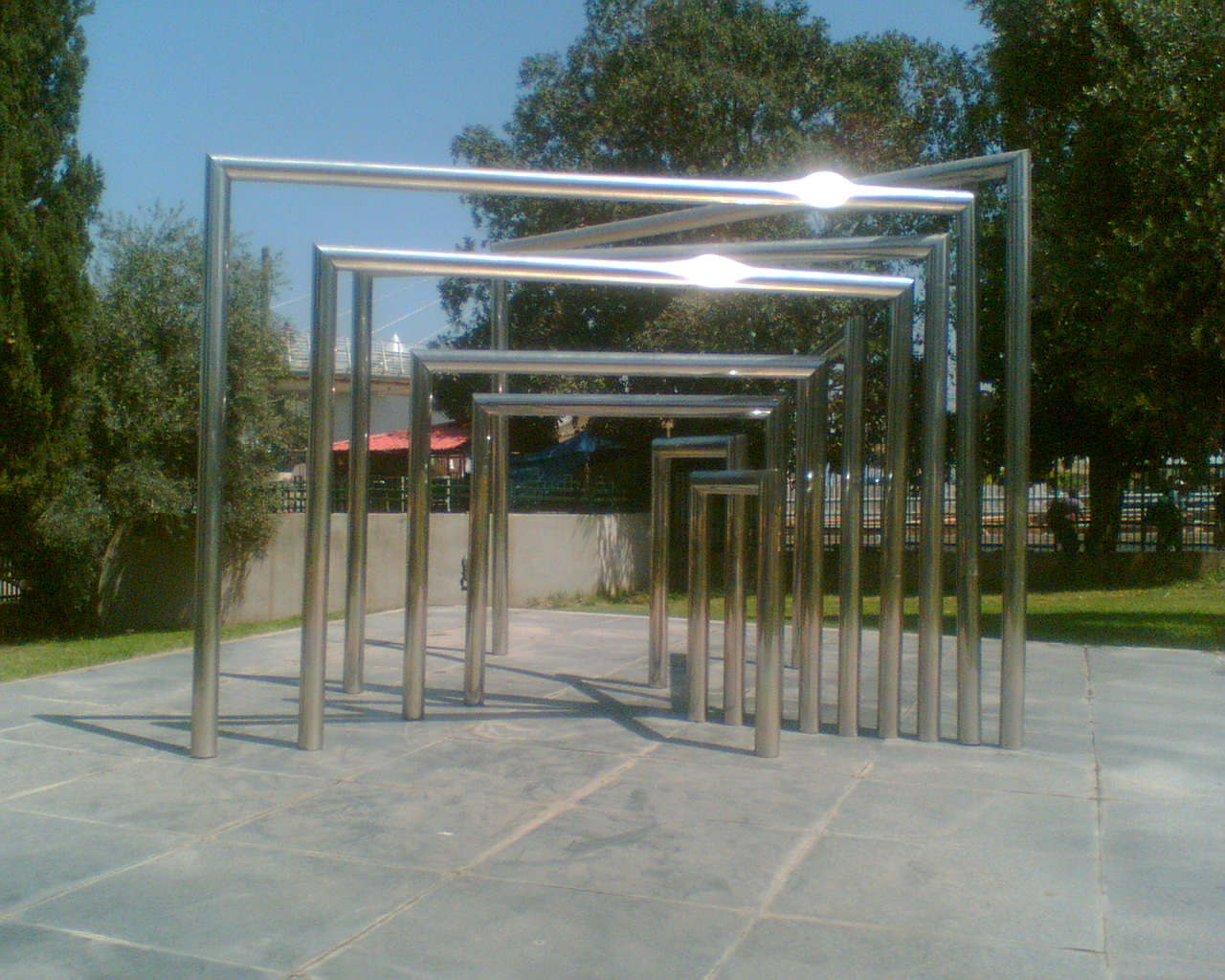
Mil puertas. Hospital Beilinson, Petaj Tikva